# Turis Fratyr
Turis Fratyr er det tyske folk metalband Equilibriums første studiealbum. 

## Spor
1. "Turis Fratyr"
2. "Wingthors Hammer"
3. "Unter der Eiche"
4. "Der Sturm"
5. "Widars Hallen" ()
6. "Met" (Mead)
7. "Heimdalls Ruf"
8. "Die Prophezeiung"
9. "Nordheim"
10. "Im Fackelschein"
11. "Tote Heldensagen"
12. "Wald der Freiheit"
13. "Shingo Murata"